# Дорога (фільм, 2009)
«Доро́га» (англ. The Road) — американська постапокаліптична драма режисера Джона Гілкоута, екранізація однойменного роману Кормака Маккарті, що вийшов у 2006 році.
Дві головні ролі — батька і сина — у фільмі виконують відповідно Вігго Мортенсен і Коді Сміт-Макфі. Сценарій фільму написав Джо Пінхол. Зйомки фільму відбувалися в Пенсільванії, Луїзіані та Орегоні.

## Сюжет
На Землі стався якийсь катаклізм, внаслідок якого загинула не тільки цивілізація, але і практично всі тварини і рослини. Єдиною їжею для тих хто вижив можуть бути або консерви, зроблені до катастрофи, або ж інші люди. У цьому світі в пошуках кращого, вкритою попелом дорогою мандрують батько і син. Їхнє життя складається з пошуків консерв і спроб уникнути пасток канібалів.
Дорогою мандрівники потрапляють до будинку, де в підвалі людожери утримують своїх жертв. Батькові та сину ледве вдається втекти неушкодженими. Потім вони знаходять будинок, де пройшло дитинство батька. Тут синові здається, що в сусідньому будинку є інший хлопчик. Одного разу подорожнім дуже поталанило — вони знаходять підземний бункер, де є все необхідне для життя: їжа, вода, балони з газом, свічки і навіть сигарети і віскі, але через страх перед чужими людьми батько з сином втікають звідти.
Пізніше мандрівники зустрічають старця, що помирав з голоду, і тоді хлопчик просить батька нагодувати його. Потім вони знову натикаються на канібалів, і рятуються тільки завдяки землетрусу. Потім батько захворює, і у нього починається кровохаркання. Проте подорожні продовжують свій шлях до узбережжя, але море їх розчаровує — воно таке ж мертве, як і весь навколишній світ. На пляжі подорожніх обкрадають. Батькові вдається знайти злодія, якого він примушує роздягнутися догола на морозі. Це справляє тяжке враження на хлопчика.
В одному з мертвих міст у батька поцілили стрілою, тоді він вбиває лучника, але це не рятує його ногу. Виснажений, чоловік невдовзі помирає на руках у сина. Осиротілого хлопчика знаходить інший чоловік, у якого є дружина, діти і собака. Хлопчик продовжує шлях разом з ними.

## В ролях
- Вігго Мортенсен[10] — Батько. Мортенсен так описав стосунки між батьком і сином: «Вони вирушають в цю важку подорож, і батько, в основному, вчиться у сина».
- Коді Сміт-Макфі[10] — Хлопчик.[11]
- Шарліз Терон — Дружина, яка з'являється в спогадах про минуле. Терон узяла участь в зйомках фільму, тому що їй сподобалась сама книга, і тому що вона вже працювала з продюсером Ніком Вікслером[en] над фільмом 2000 року «Ярди».[12] У фільмі, на відміну від книги, персонажу буде відведена набагато більша роль.[13] У Шерліз в цьому фільмі невелика, але дуже значуща роль — матері, що народила своєму чоловіку сина, але не пізнала радість повноцінного сімейного щастя, а загинула в цьому хаосі апокаліпсису.[14] З приводу приділення великої уваги цьому персонажу Хіллкоут сказав наступне: «Думаю, що добре відступати від змісту книги, поки зберігається можливість передати її дух.»[13]
- Роберт Дювалл[11] — старець, що помирає.
- Гай Пірс[11] — батько, шо подорожує зі своєю сім'єю.
- Моллі Паркер[11] — дружина ветерана.
- Гаррет Діллагант — ватажок банди канібалів.
- Майкл К. Вільямс — злодій

## Створення фільму
В листопаді 2006 року продюсер Нік Вікслер, використовуючи фінансування з незалежних джерел, придбав права на екранізацію романа Кормака Маккарті 2006 року «Дорога». Коли, після прочитання «Дороги», він побачив фільм Джона Хіллкоута «Пропозиція» (2005), він вирішив запропонувати Хіллкоуту стати режисером екранізації. Вікслер так охарактеризував режисерський стиль Хіллкоута: «Було щось чудове в тому, яким способом Джон передав в цьому фільмі абсолютно примітивне суспільство Заходу». В квітні 2007 року Джо Пінхол був найнятий для того, щоби написати сценарій екранізації. Вікслер і його партнери, Стів і Пола Мей Шварц, планували отримати сценарій і актора на роль батька перед тим, як починати перемовини з дистриб'юторами фільму. До наступного листопада актор Вігго Мортенсен почав перемовини з творцями фільму з приводу отримання ролі батька, хоча він вже був задіяний разом з Едом Харрісом в Нью-Мексико на зйомках фільму «Аппалуза».
Участь Мортенсена в цьому фільмі не передбачалась, але до того часу Бред Пітт, що був вибраний першим на роль батька, вже відхилив цю пропозиція.
При бюджеті в 20 млн $ знімання фільму почалося наприкінці лютого 2008 року на південному заході Пенсільванії і після восьми тижнів перенеслося в Луїзіану і Орегон. Пенсильванія, де проходило найбільше зйомок, була вибрана через податкові пільги і великої кількості околиць, які виглядали постапокаліптично: кам'яновугільних басейнів, дюн і розселених частин Піттсбурга. Закинута пенсильванська автомагістраль також використовувалась при створенні фільму. Відносно використання Піттсбурга як місця для зйомок режисер підмітив: «Осінню, коли навколо змінюються кольори, це дуже гарне місце, але зимою тут може буть досить холодно. Тут є закинуті квартали. Ліс може бути досить суворим. Нам не хотілося створювати світ за допомогою комп'ютерної графіки». Творці фільму також зняли декілька сцен в кількох частинах Нового Орлеана, які були зруйновані ураганом Катріна, і на горі Святої Хелени в штаті Вашингтон.
Хіллкоут намагався передати у фільмі дух книги, створюючи «серйозно травмований світ», хоча в ньому, так само як і в книзі, не пояснюються обставини апокаліптичної події. За словами Хіллкоута: «Це те, що робить фільм реалістичнішим, тоді негайно постає питання виживання і того, як ви проведете кожний наступний день, на відміну від того, що власне відбулося.» Творці фільму звернули собі на користь обставини поганої погоди, щоби більш реалістично відобразити постапокаліптичне навколишнє середовище. Марк Форкер, режисер спецефектів фільму, для створення достовірнішого пейзажу змінив в сценах відображення неба і цифровим способом видаляв з них рослинність.
Режисер настояв на видаленні зі стрічки епізоду, де людоїди підсмажують на рожні обезголовлене тіло дитини. В книзі чоловік і його син спостерігають, як по дорозі рухається велика «армія» озброєних саморобною зброєю людей, яка веде за собою рабів, жінок і хлопчиків-катамітів. У фільмі цей епізод відсутній.

### Музика до фільму
Музику до фільму написали Нік Кейв і Воррен Елліс.
Незвичний музичний супровід картини, написаний Ніком Кейвом, надзвичайно точно підкреслює характер навколишнього хаосу і драматизм людських долей.

## Вихід фільму
Спочатку фільм планували випустити в листопаді 2008 року. Потім вихід фільму перенесли на грудень, а потім, другий раз, на 2009 рік. Згідно з виданням The Hollywood Reporter, студія вирішила, що триваліший поствиробничий період і менша кількість фільмів, що виходять в той час, підуть фільму на користь.

## Нагороди і номінації
- 2010 — дві номінації на премію «Сатурн»: найкращий актор (Вігго Мортенсен), найкращий молодий актор (Коді Сміт-Макфі)
- 2010 — номінація на премію Британської кіноакадемії за найкращу операторську роботу (Хав'єр Агірресаробе)
- 2009 — номінація на приз «Золотий лев» 66-го Венеціанського кінофестивалю

## Кіноляпи
- Хлопчик накриває мертвого батька однією ковдрою, а сам закутаний в іншу. Трохи пізніше на хлопчику ковдра, якою він накривав батька, а батько лежить під покривалом, в якому кутався хлопчик.
- Батько ввечері закриває матрацом вхід у знайдений склад із харчами. Вранці матрацу не видно.